# ザザ人

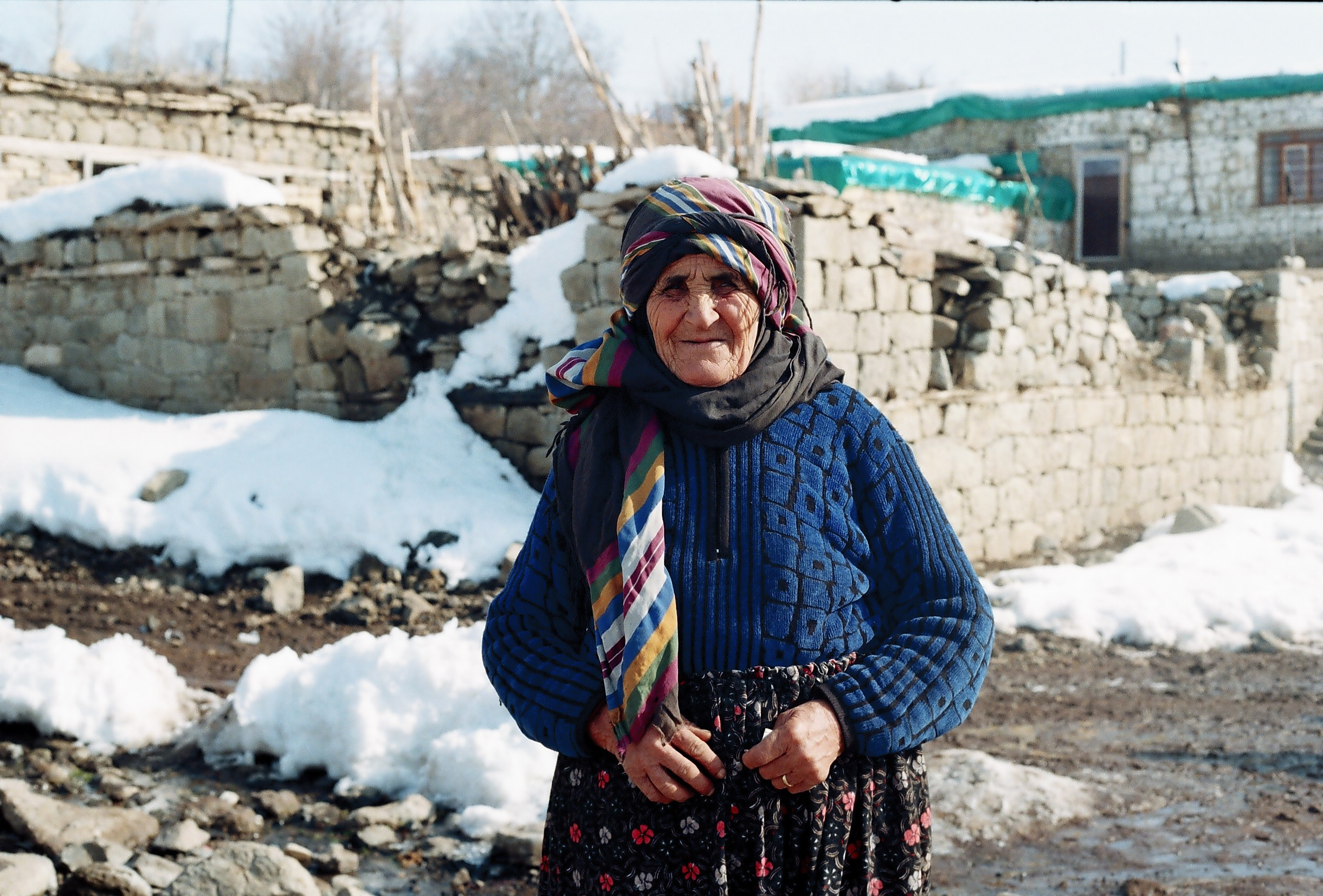
ザザ人の老女

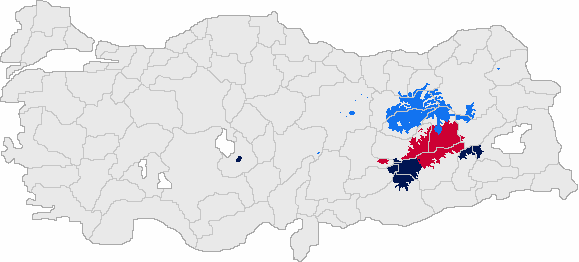
トルコにおけるザザギ語の分布図

ザザ人（Zaza people）とは、主にトルコ東部に住むイラン語群のザザキ語を話し、約半数はイスラム教の一派であるアレヴィー派を信奉し、残りはスンナ派を信奉する人々。トルコ国内に数十あるといわれる少数民族の一つである。100万から200万人いるとされる。

## ザザ人の歴史的ルーツ
言語学的研究によれば、ザザ人がカスピ海南岸から現在の居住地に移住したことが推定されている。ザザ人の中には自らの民族アイデンティティを「ディムリー（ Dimli ）」という言葉で表現する者もいる。ザザ語で「ディムリー」という言葉は、現イランのギーラーンに関連するものをも指し示す。ギーラーンは古名を「ダイラム」ともいう。言語学者によっては、 Dimli は、アルボルズ山脈に住むダイラム人に関連があると考えており、ザザ人はデイラマーンから西へ向かって移動したと信じられている（Daylamiは、945年にバグダードを占領しブワイフ朝を開いたダイラム人と関係があるのかも知れない。ダイラム地方とは、カスピ海南岸の一地方である）。今日では、イラン系言語はまだカスピ海南岸で話されており、それには、サングサル語, マーザンダラーン語, Tātī (Herzendī), セムナーン諸語, タリシュ語を含むが、これらは、文法的・語彙的にザザ語に非常に近い。このことは、ザザ人がカスピ海南岸から東アナトリアへと移住したとの論議を支持する 。ザザ人はクルド人の居住域の近くにも住んでいる（クルド人は、別のイラン系民族である）。しかし、歴史的文献、ゾロアスター教の聖典ブンダヒシュンなどでは、Dilaman (Dimila/Zaza)の先住地を今日でいうところのティグリス川の上流としている。これは、Dimila/Zazaが、カスピ海へと移住したことを示していることになる。

## 宗教
おおむね半数のザザ人がアレヴィー派である。一方、スンナ派もいる。アレヴィー派のザザ人はザザ地域の北部で暮らしている。一方、スンニ派のザザ人はザザ地域の南部で暮らしている。古代ザザ人の主教は、ゾロアスター教だったと信じられている。

## 言語
フランクフルト大学のインド・ヨーロッパ語の言語学者 Jost Gippertによると、ザザキ語とパルティア語とは強い共通性を示している、という。ザザ語の起源は恐らくパルティア語であり、音声上、形態上、語彙上の共通性があるという。
最初にザザ語で書かれた文献は、言語学者Peter Lerchによって1850年に出版された。他の２つの重要な文献は宗教上のもので、Ehmedê Xasi により1899年に書かれた。また、Usman Efendiyo Babıc (1933年ダマスクスで出版)もあり、これらはアラビア文字で書かれていた。
ザザキ語のラテン文字表記は、1980年代初頭のドイツ、フランス、スウェーデンにおける多少の努力の後、国外居住者の間で有名になった。これにトルコ、特にイスタンブールでの書籍や雑誌の出版が続き、ザザ人知識人の努力は、彼らの母語を、記述言語へと進化させることとなり、多くのザザキ語の出版物が増加した。ザザ人知識人による自文化の再発見はザザキ語と文化のルネッサンスとなっただけではなく、 ザザ人の若い世代（彼らは既に母語を殆ど話せない）の間で、ザザキ語熱を巻き起こすきっかけとなった。彼らは、自文化の遺産に興味を持ち、自国外居住者が、ザザキ語の制限を喧伝した。徐々に欧州連合参加の準備として、トルコ国内の地方語としての制限が緩んでいった。トルコのテレビ放送局 TRT テレビジョンは、ザザキ語放送と番組を開始し、ラジオ番組も開始された。